# Reservistengesetz
Das Gesetz über die Rechtsstellung der Reservisten (Reservistengesetz – ResG) regelt in Deutschland die Rechtsstellung der Reservisten der Bundeswehr.
Der Abschnitt 1 bestimmt, wer Reservist ist, die Berechtigung zum Führen eines Reserve-Dienstgrades sowie die Uniformtrageerlaubnis außerhalb von Wehrdienstverhältnissen.
Der Abschnitt 2 regelt das Reservedienstverhältnis von Reservisten, die sich freiwillig verpflichtet haben, ehrenamtlich eine Funktion in der Reserveorganisation der Bundeswehr wahrzunehmen. Dieses Reservedienstverhältnis dient nur der Ausübungen eines Ehrenamtes. Die Heranziehung zu Übungen von Reservisten nach § 60 Soldatengesetz bleibt unberührt.

Anwendung findet der Abschnitt 2 in der Regel auf Reservisten, die ständige Angehörige von Verbindungskommandos sind.